# تابنا
تابنا (انگلیسی: Tabenna) یک نام صومعه در زبان قبطی است.

## تاریخ
صومعه در تابنی که به عنوان یک روستای متروک در امتداد رودخانه نیل شروع می‌شود، به عنوان اولین صومعه صومعه‌نشینی در نظر گرفته می‌شود و به جرقه جنبش رهبانی پاخومیان نسبت داده می‌شود. روزی هنگام جمع‌آوری چوب در این روستا، گفته می‌شود که به پاخومیوس بزرگ در رؤیایی نشان داده شد که به او گفت که در این مکان صومعه‌ای بسازد. راهبان در تابنی ابتدا یک کلیسا برای خود روستا ساختند. با بزرگ شدن روستا، آنها به ساختن کلیسا برای خود ادامه دادند.